# Världsmästerskapen i skidflygning 1975
Världsmästerskapen i skidflygning 1975 hoppades i Kulm i Bad Mitterndorf, Steiermark, Österrike. 

## Individuellt
- 14-16 mars 1975

| Medalj | Hoppare                          | Poäng |
| Guld   | Karel Kodejška (Tjeckoslovakien) | 512.5 |
| Silver | Rainer Schmidt (Östtyskland)     | 505.0 |
| Brons  | Karl Schnabl (Österrike)         | 503.5 |

## Medaljligan
| Rank | Nation          | Guld | Silver | Brons | Totalt |
| ---- | --------------- | ---- | ------ | ----- | ------ |
| 1    | Tjeckoslovakien | 1    | 0      | 0     | 1      |
| 2    | Östtyskland     | 0    | 1      | 0     | 1      |
| 3    | Österrike       | 0    | 0      | 1     | 1      |